# 라이밴드
라이밴드는 대한민국의 4인조 혼성 밴드이다.

## 음반
- Crhy (EP) (2010)
- Sound Protect or Hz (2011)
- 서바이벌 TOP밴드 예선전 Part.2 (2011)
- 서바이벌 TOP밴드 Part.4 16강 가군-2 (2011)

## 방송
- 2011년 KBS2 TOP밴드 (시즌 1) - Top16 (16위)